# 奧伯斯彗星
13P／奧伯斯彗星（13P/Olbers）是太陽系內的一顆週期彗星，符合哈雷型彗星（20年＜週期＜200年）的經典定義。

## 物理性質
奧伯斯在1815年3月6日在德國的不來梅發現這顆彗星。它的軌道最早是由卡爾·弗里德里希·高斯在3月31日算出的，弗里德里希·威廉·貝塞爾 算出它的軌道週期為73.9儒略年，而其它的天文學佳算出的結果則介於72和77儒略年之間。

### 1956年
1956年1月4日，捷克天文學家安東寧·姆爾科斯重新發現這顆彗星。 隨後，彗星位於波江座，其視星等估計為16等。他在麥克唐納天文台於1955年11月12日拍攝的照片中找到這顆彗星 。這顆彗星於1956年6月19日經過近日點，視星等達到6.5等，彗尾長約1度。

### 2024年
2023 年8月24日，美國天文學家艾倫·海爾在賽丁泉的拉斯昆布雷斯天文台（Las Cumbres Observatory）重新發現這顆彗星，隨後又發現8月13日拍攝的彗星影像。 據估計，這顆彗星的視星等約為22等
。2023年11月16日，這顆彗星與太陽的角度為139度。彗星將在 2024年6月30日到達近日點
，屆時它將距離太陽1.18天文單位，距離地球1.94天文單位，預計亮度將增加至視星等7−8等左右。

## 流星雨
有人猜測 13P／奧伯斯彗星會在火星上產生來自大犬座的軍市一（大犬座貝塔星）為輻射點的流星雨。

## 外部連結
- 13P at Kronk's Cometography（页面存档备份，存于）
- 13P at Kazuo Kinoshita's Comets （页面存档备份，存于）
- 13P at Seiichi Yoshida's Comet Catalog （页面存档备份，存于）
- Orbital simulation （页面存档备份，存于） from JPL (Java) / Ephemeris （页面存档备份，存于）

| 週期彗星                         | 週期彗星   | 週期彗星                |
| -------------------------------- | ---------- | ----------------------- |
| 前一顆彗星 12P/龐士-布魯克斯彗星 | 奧伯斯彗星 | 後一顆彗星 14P/沃夫彗星 |
| 週期彗星列表                     |            |                         |